# Klubbtjärnen (Bjurholms socken, Ångermanland, 708743-165805)
Klubbtjärnen är en sjö i Bjurholms kommun i Ångermanland och ingår i Leduåns huvudavrinningsområde.